# Artesonraju
Artesonraju is een 6.025 meter hoge berg in Peru, die deel uitmaakt van de bergketen Cordillera Blanca in de Andes.
De Artesonraju is de berg die model staat voor het Paramount Pictures-logo.

## Galerij

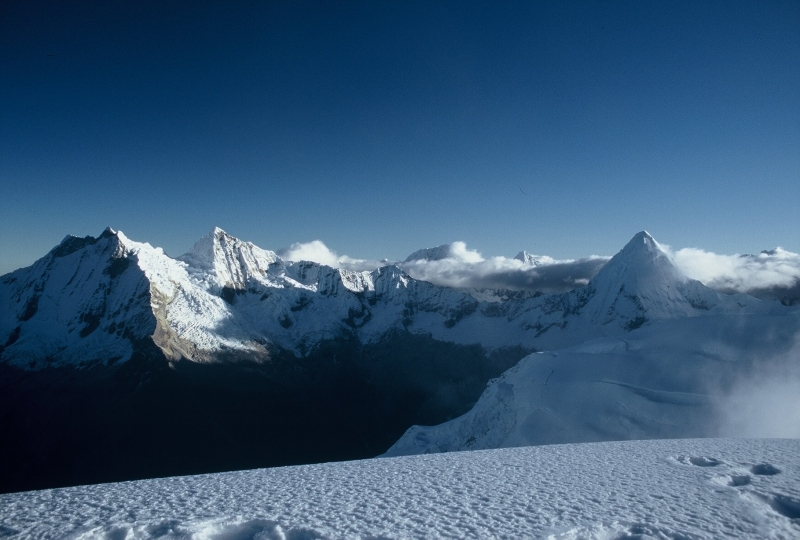